# Lantlôs
I Lantlôs sono una band black metal tedesca nata a Rheda per volontà del polistrumentista Markus Siegenhort, meglio conosciuto come Herbst.
La band appartiene al nuovo filone "Post-Black Metal", e le sonorità possono essere descritte come una fusione tra black metal e post-rock. Letteralmente Lantlôs significa senza tetto in un dialetto tedesco molto stretto, Herbst l'ha scelto poiché non si sente a casa da nessuna parte. Inizialmente la formazione è solamente un duo, e insieme a Herbst la formazione comprende il polistrumentista Angrrau; i testi sono tutti scritti da Herbst.
Nel 2008 viene pubblicato il demo Îsern Himel - Demo 2005-2007. Nello stesso anno la band riesce finalmente a firmare un contratto e pubblicare il primo omonimo album nel 2008 tramite ATMF. Alla formazione si aggiunge Alboîn della band Geist (successivamente Eis) occupandosi della voce.
Durante i due anni successivi Angrrau e Alboîn lasciano la band. A quel punto Herbst ingaggia nella formazione il cantante francese Neige ed i Lantlôs pubblicano .neon Sotto Lupus Lounge (sub-label della Prophecy Productions). Nel marzo 2010 viene ristampato l'esordio con un'edizione a due dischi, uno contenente l'album l'altro il demo Îsern Himel - Demo 2005-2007.
Nel settembre 2011 viene pubblicato sempre per Lupus Lounge il terzo album, Agape, un disco molto sperimentale che incorpora anche elementi doom metal e jazz. Nella formazione troviamo Herbst alla chitarra, basso e tastiere, Neige alla voce e Felix Wylezik alla batteria come session. Nello stesso anno comincia anche una carriera live con una formazione che comprende Herbst alla voce e alle chitarre, insieme a Felix Wylezik e due membri dei Lìam (Cedric Holler e Julian Wulfheide).
Nel 2013 sulla pagina Facebook ufficiale della band viene comunicato che Herbst non vuole continuare il progetto come band internazionale e che per questa ragione preferisce andare avanti senza Neige ricomprendo il ruolo di cantante anche in studio: la separazione è stata tuttavia estremamente pacifica tanto che la band ha addirittura tenuto uno show al Roadburn Festival con quest'ultimo alla voce nella sua prima ed ultima esperienza live con i Lantlôs.
A marzo 2014 dopo una lunga attesa da parte dei fan, esce Melting Sun, quarto album della band. Il disco porta le sonorità doom metal e sludge metal del predecessore in un contesto molto più sognante e vicino a post-rock e shoegaze, dando vita a un risultato che ricorda molto gli ultimi Deftones. Rispetto ai dischi precedenti vengono rimossi vari elementi che avevano in qualche modo caratterizzato il sound della band come ad esempio i blast beat di batteria, la voce scream e gli intermezzi jazz, inoltre è il primo album della band con una copertina chiara. Anche la line-up subisce un rinnovamento trasformando i Lantlôs in un trio: (Markus Siegenhort alla voce, chitarra e basso, Felyx Wylezik alla batteria e Julian Wulfheide alla chitarra). Nell'estate dello stesso anno viene annunciato un tour europeo (primo in assoluto per il gruppo dato che precedentemente aveva solo partecipato a festival) insieme ai Falloch.

## Formazione

### Formazione attuale
- Herbst (Markus Siegenhort) (2005-) - chitarra, basso, testi, batteria (dal 2005 al 2011), voce principale (dal 2013)
- Cedric Holler (2013-) - chitarra, voce
- Felix Wylezik (2013-) - batteria

### Ex componenti
- Alboîn (turnista, 2007-2008) - voce
- Tom Innocenti (2008) - voce, chitarra e tastiere
- Angrrau (2005-2008) - chitarra, basso e pianoforte
- Neige (2010-2013) - voce

### Componenti Live
- Felix Wylezik (turnista anche in studio) (2011-2013) - batteria
- Cedric Holler (2011-2013) - chitarra, tastiere, voce
- Julian Wulfheide (2011-) - basso, chitarra
- Chris Schattka (2013-) - basso

## Discografia
Album in studio
- 2008 - Lantlôs
- 2010 - .neon
- 2011 - Agape
- 2014 - Melting Sun
- 2021 - Wildhund

Demo
- 2008 - Îsern Himel

Singoli
- 2014 - Melting Sun I: Azure Chimes